# 工蜂

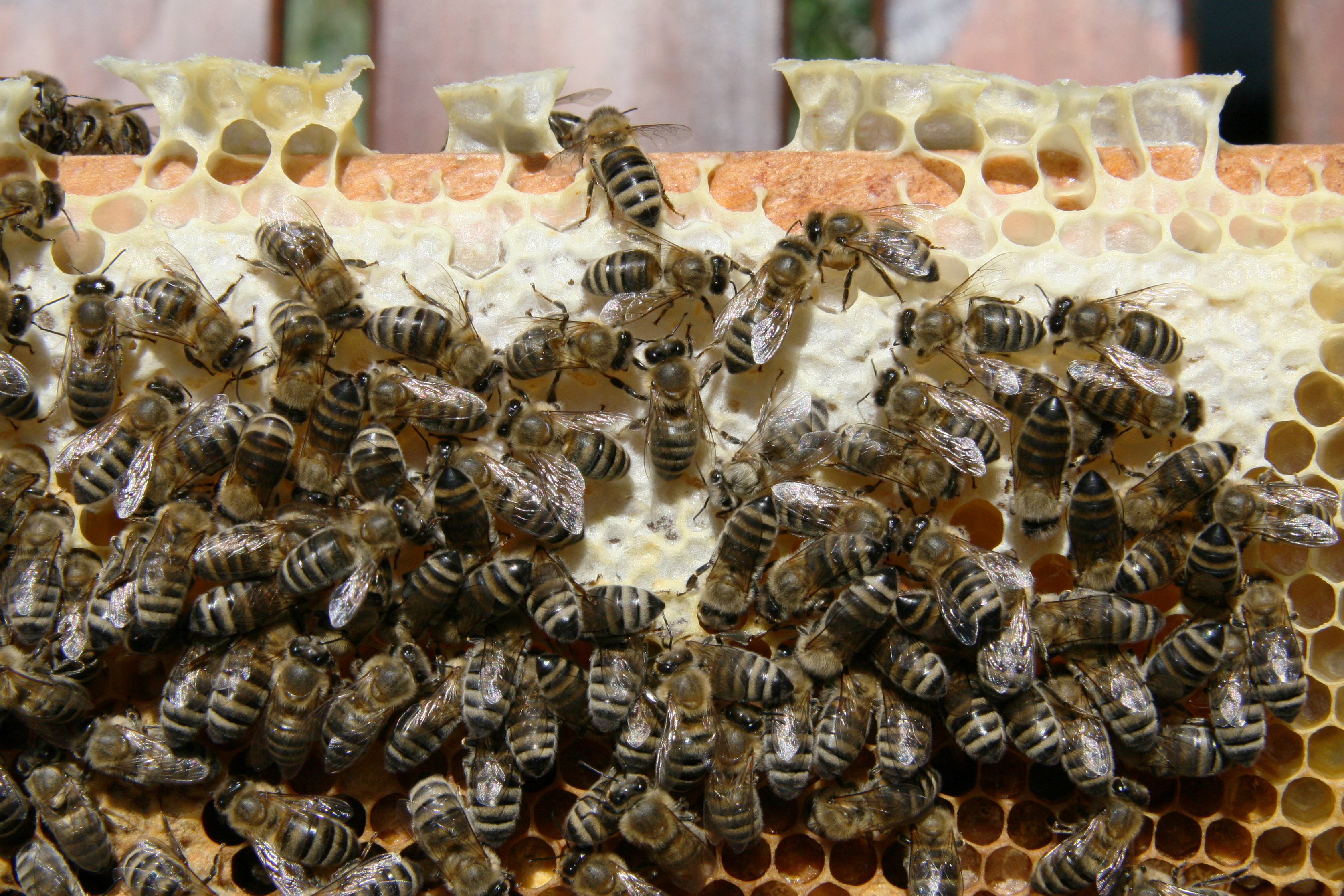
工蜂

工蜂是一種缺乏生殖能力的雌性蜜蜂，在蜂群的雌性蜜蜂中，僅有蜂后擁有生殖能力。
多數的雌蜂在幼蟲時期，僅有最初幾天可食用蜂王漿，之後改餵食一般的蜂蜜，因而無法完成生殖能力的發育，最後便會成為工蜂；若能持續食用蜂王漿，最後將成為蜂后。
西方蜜蜂工蜂卵期3天；幼虫期6天；蛹期12天，從卵至羽化共需21天。
東方蜜蜂工蜂的成長期需19～20天。
工蜂為蜂群中最主要的種類，其形态结构上表现出许多特化现象，如附肢特化形成花粉刷或花粉梳，生殖器官特化成尾端的螫針，腹侧具腊腺。在同一蜂巢中的工蜂，因年齡的不同，可以分为三个生理上不同的工蜂群——保育蜂、筑巢蜂和採蜜蜂。
保育蜂是刚完成羽化後不久的工蜂，其主要职责是饲养幼虫；羽化約十天之後，其蜡腺开始分泌蜂蜡，此时的工蜂称为筑巢蜂，負責維護蜂巢並或清掃蜂巢中的垃圾和死蜂。羽化三周後，工蜂蜡腺停止分泌，此時工蜂將成为专职的採蜜蜂。
工蜂的螫刺具有倒刺，在螫人後其螫针會連同腸臟留在攻擊目標的皮肤中或是體內，故其很快就会死亡。
而在晚秋至冬季時節，糧食短缺之時為避免資源耗罄，工蜂甚至會把雄蜂驅逐出蜂巢，以增強蜂群的越冬能力。
至於東方蜜蜂（Apis cerana）在自然界中是瓦蟎的原始寄主，有抗蟎機制：遭瓦蟎寄生的工蜂與雄蜂均會激烈的搖晃身體, 周圍的其他工蜂會過來負責清除瓦蟎, 咬斷瓦蟎的肢體，使其因失去體液而死亡。至於西方蜜蜂，工蜂則未發展出這種抗蟎機制。

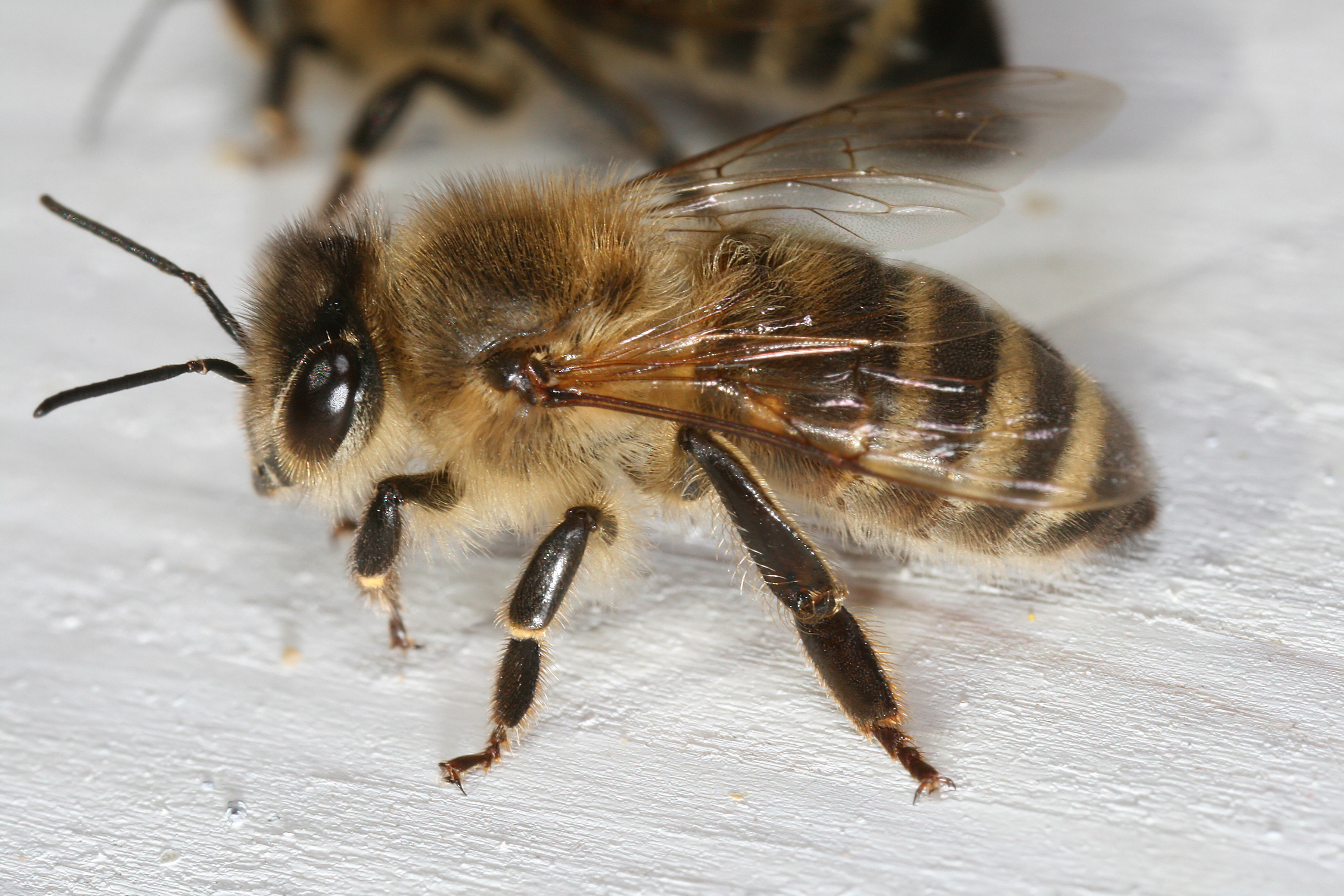
卡尼鄂拉蜂工蜂
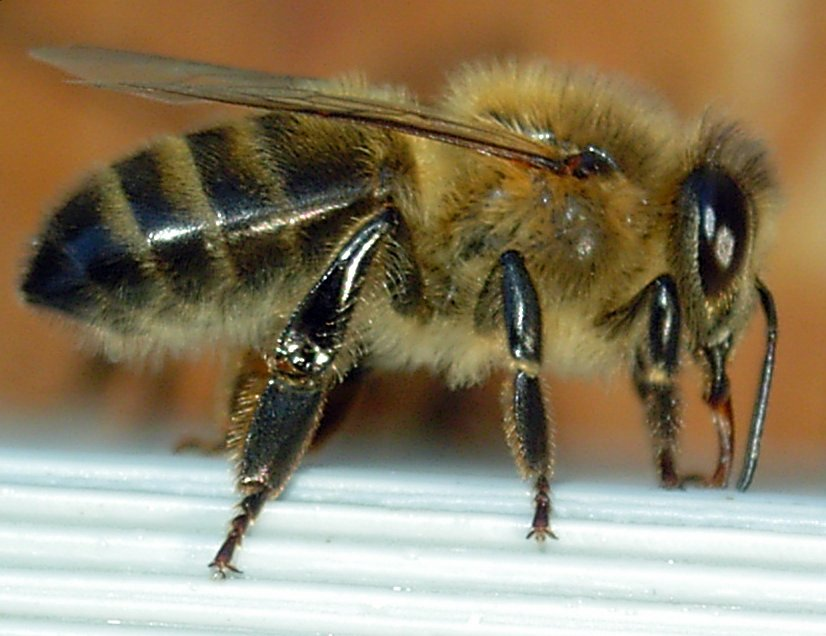
歐洲黑蜂工蜂
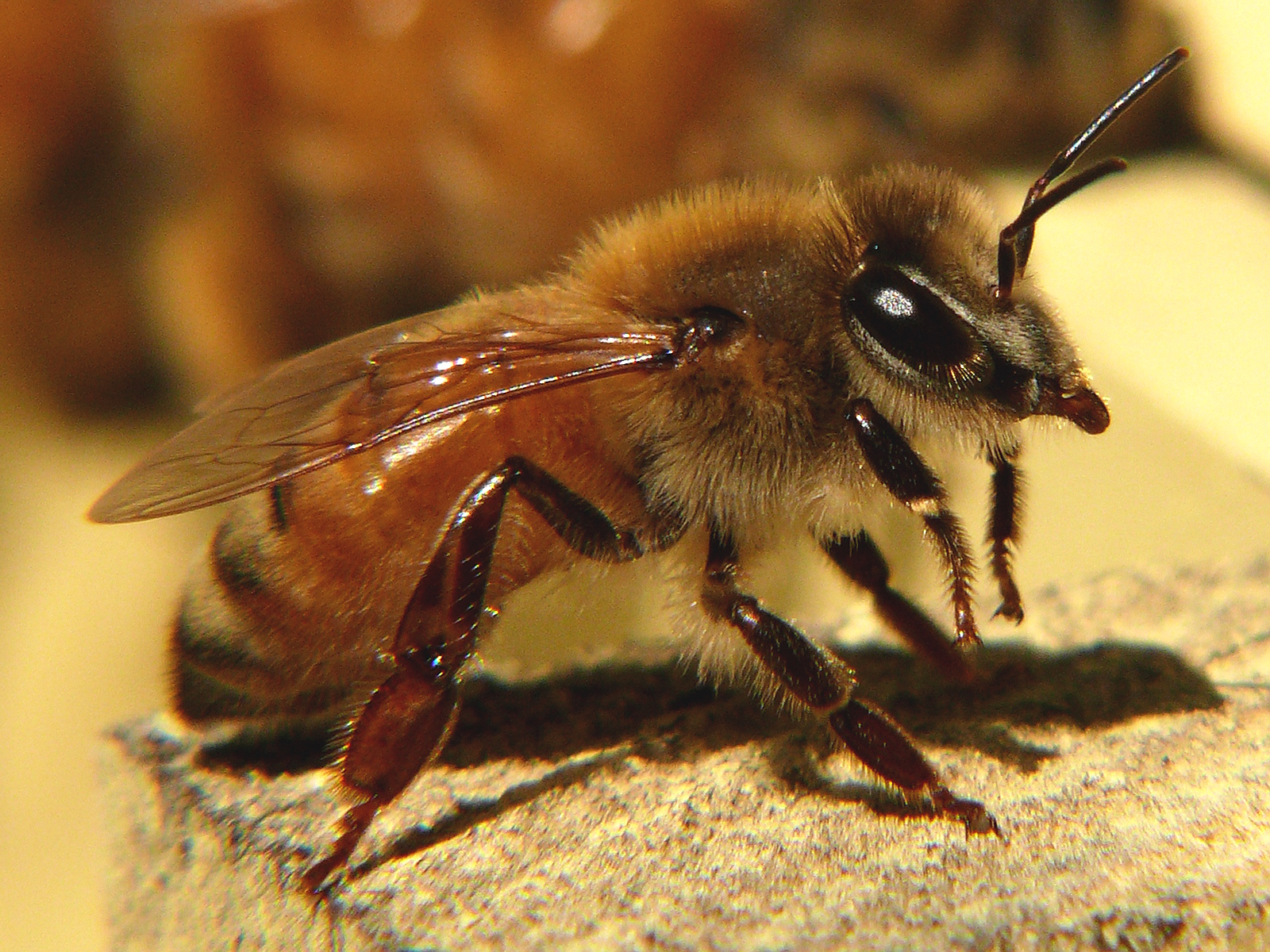
義大利蜂工蜂